# Ibatia aristeguietae
Ibatia aristeguietae är en oleanderväxtart som först beskrevs av Morillo, och fick sitt nu gällande namn av Morillo. Ibatia aristeguietae ingår i släktet Ibatia och familjen oleanderväxter. Inga underarter finns listade i Catalogue of Life.